# Salisbury (album)
A Salisbury volt a Uriah Heep második stúdióalbuma. 1970 februárjában jelent meg.
A lemezt nagyrészt az 1970-es turnén írták meg, és ezzel az albummal következett be a zenekar hazai és európai áttörése. Ez nagyrészt a Lady in Black című slágerüknek köszönhető amit mai is szívesen játszanak a rádiók. Ugyanakkor a zenekar progresszív rock hatásai is felerősödtek, amire jó példa a 16:20 perces címadó. Ebbe a kompozícióba egy 24 tagú szimfonikus zenekar is szerepel. Az album zsenialitása nagyrészt Ken Hensley-nek köszönhető — ő itt már több  dalnak szerzője is. Hensley később is a zenekar számos sikerdalát írta. Bár a Salisbury nem tartozik legsikeresebb albumaik közé, de egyik legjobb munkájuk, és a hard rock/heavy metal egyik nagy hatású alapműve.

## Számlista
1. "Bird of Prey"  (Box/Byron/Newton)  – 4:13
2. "The Park"  (Hensley)  – 5:41
3. "Time to Live"  (Box/Byron/Hensley)  – 4:01
4. "Lady in Black"  (Hensley)  – 4:44
5. "High Priestess"  (Hensley)  – 3:42
6. "Salisbury"  (Byron/Hensley/Box)  – 16:20

## USA verzió
1. "High Priestess"  (Hensley)  – 3:42
2. "The Park"  (Hensley)  – 5:41
3. "Time to Live"  (Box/Byron/Hensley)  – 4:01
4. "Lady in Black"  (Hensley)  – 4:44
5. "Simon the Bullet Freak"  (Hensley)  – 3:27
6. "Salisbury"  (Byron/Hensley/Box)  – 16:20

## 1996-os remaszterelt CD
1. "Bird of Prey"  (Box/Byron/Newton)  – 4:13
2. "The Park"  (Hensley)  – 5:41
3. "Time to Live"  (Box/Byron/Hensley)  – 4:01
4. "Lady in Black"  (Hensley)  – 4:44
5. "High Priestess"  (Hensley)  – 3:42
6. "Salisbury"  (Byron/Hensley/Box)  – 16:20

This remastered CD added two bonus tracks and extensive liner notes:
1. "Simon the Bullet Freak"  (Hensley)  – 3:27
2. "High Priestess" (single edit)  (Hensley)  – 3:13

## 2003-as deluxe CD
1. "Bird of Prey"  (Box/Byron/Newton)  – 4:13
2. "The Park"  (Hensley)  – 5:41
3. "Time to Live"  (Box/Byron/Hensley)  – 4:01
4. "Lady in Black"  (Hensley)  – 4:44
5. "High Priestess"  (Hensley)  – 3:42
6. "Salisbury"  (Byron/Hensley/Box)  – 16:20

This expanded deluxe CD added seven bonus tracks and extensive liner notes:
1. "Simon the Bullet Freak"  (Hensley)  – 3:27
2. "Here am I"  – 7:51
3. "Lady in Black" (edit)  (Hensley)  – 3:34
4. "High Priestess" (Alt. version)  (Hensley)  – 3:39
5. "Salisbury" (edit) (Byron/Hensley/Box)  – 4:23
6. "The Park" (Alt. version)  (Hensley)  – 5:19
7. "Time to Live" (Alt. version)  (Box/Byron/Hensley)  – 4:13

## Zenészek
- David Byron – ének
- Ken Hensley – slide gitár & acoustic gitár, vokál, piano, billentyűs hangszerek, ének (Lady in Black & High Priestess)
- Mick Box – szóló & akusztikus gitár, vokál
- Paul Newton – basszusgitár
- Keith Baker – dob